# Twierdza: Krzyżowiec 2
Twierdza: Krzyżowiec 2 (ang. Stronghold Crusader 2) – gra z serii Twierdza wyprodukowana i wydana przez Firefly Studios. Jest to strategiczna gra czasu rzeczywistego, która została wydana 23 września 2014 roku.

## Rozgrywka
Pomimo że gra działa na silniku graficznym 3D, to rozgrywka jest bardzo podobna do tej z poprzednich gier z serii. Twórcy rozbudowali grę m.in. o nowe jednostki, nowe zdarzenia losowe tj. tornada, czy plagi szarańczy, przebudowali interfejs oraz wzbogacili grę o nowe animacje i bardziej zaawansowaną fizykę. Nową funkcją w serii jest tryb kooperacji, w którym dwóch graczy może zarządzać jednym zamkiem. Krzyżowiec 2 będzie posiadał zarówno kampanie historyczne, jak i tryb potyczki, znany z pierwszej części serii.
W grze znajduje się 10 nowych rodzajów jednostek, m.in. poganiacz niewolników, templariusz, uzdrowiciel oraz derwisz. Gracze mogą zmierzyć się z ośmioma przeciwnikami komputerowymi, wśród których znajdą się m.in. Kalif, Szach, Król niewolników, Saladyn oraz Ryszard Lwie Serce. Kolejnych ośmiu przeciwników zostanie udostępnionych po premierze gry.

## Produkcja
Pierwsze grywalne demo zostało pokazane podczas targów E3 w 2013 roku. Natomiast pierwszy zwiastun gry został opublikowany podczas targów Gamescom również w 2013 roku.

## Dodatki
Gracze mogą skorzystać z edytora map, aby tworzyć i przesyłać innym własne mapy. Robert Euvino, który komponował muzykę do wszystkich gier z serii Twierdza, stworzył dla Krzyżowca 2 całkiem nową ścieżkę dźwiękową. Do gry wydano kilka rozszerzeń zawierających nowych przeciwników i mapy.